# Un aussi long chemin
Un aussi long chemin est un roman historique français de Juliette Benzoni paru en 1983 aux éditions de Trévise.

## Personnages
Marjolaine, Hughes de Fresnoy...

## Histoire
À Paris, le matin de Pâques 1143, une jeune femme voilée se joint à la troupe des pèlerins qui part vers Saint-Jacques de Compostelle. Marjolaine, dix-huit ans, chercherait-elle ainsi à fuir sa stupéfiante beauté et à sauver l'âme et la vie d'un innocent ? Le baron Hughes de Fresnoy, batailleur et débauché, ne va pas résister, au fil de tumultueuses aventures, à l'emprise qu'exerce Marjolaine, et, abandonnera tout ...

## Lieux de l'histoire
France...